# Maria d'Austria
Maria d'Asburgo, o d'Austria (Praga, 15 maggio 1531 – Niederzier, 11 dicembre 1581), fu arciduchessa d'Austria, figlia dell'imperatore Ferdinando I e di Anna Jagellone.

## Biografia
Il 18 luglio 1546 sposò Guglielmo, duca di Jülich-Kleve-Berg (al suo secondo matrimonio). Al matrimonio era presente l'imperatore Carlo V, zio di Maria. L'imperatore Carlo V concesse a Guglielmo, dopo il suo matrimonio con la nipote, il privilegio che, in caso di estinzione della linea maschile della sua casa, le figlie potevano ereditare il titolo e trasmetterlo ai loro eredi.
Maria, nipote di Giovanna la Pazza, era considerata lunatica ed è stata solo temporaneamente, in seguito, mentalmente disturbata. È stata sepolta nel chiesa collegiata di Santa Maria Assunta a Kleve.

## Discendenza
Maria e Guglielmo ebbero sette figli:
- Maria Eleonora (1550-1608), sposò Alberto Federico di Prussia;
- Anna (1552-1632), sposò Filippo Luigi del Palatinato-Neuburg;
- Maddalena (1553-1633), sposò Giovanni I del Palatinato-Zweibrücken, fratello di Filippo Luigi;
- Carlo Federico (1555-1575);
- Elisabetta (1556-1561);
- Sibilla (1557-1627), sposò Carlo d'Austria, margravio di Burgau;
- Giovanni Guglielmo (28 maggio 1562 - 25 marzo 1609), vescovo di Münster, conte di Altena, duca di Jülich-Kleve-Berg.

## Ascendenza
|                        |                        |                            | Genitori                  |  |  | Nonni |  |  | Bisnonni                 |  |  | Trisnonni              |  |
|                        |                        |                            |                           |  |  |       |  |  | Massimiliano I d'Asburgo |  |  | Federico III d'Asburgo |  |
|                        |                        |                            |                           |  |  |       |  |  | Massimiliano I d'Asburgo |  |  | Federico III d'Asburgo |  |
|                        |                        | Eleonora d'Aviz            |                           |  |  |       |  |  | Massimiliano I d'Asburgo |  |  |                        |  |
| Filippo il Bello       |                        |                            |                           |  |  |       |  |  | Massimiliano I d'Asburgo |  |  |                        |  |
|                        |                        | Maria di Borgogna          | Carlo I di Borgogna       |  |  |       |  |  |                          |  |  |                        |  |
|                        |                        | Maria di Borgogna          | Carlo I di Borgogna       |  |  |       |  |  |                          |  |  |                        |  |
|                        |                        | Maria di Borgogna          | Isabella di Borbone       |  |  |       |  |  |                          |  |  |                        |  |
| Ferdinando I d'Asburgo |                        | Maria di Borgogna          |                           |  |  |       |  |  |                          |  |  |                        |  |
|                        |                        | Ferdinando II d'Aragona    | Giovanni II d'Aragona     |  |  |       |  |  |                          |  |  |                        |  |
|                        |                        | Ferdinando II d'Aragona    | Giovanni II d'Aragona     |  |  |       |  |  |                          |  |  |                        |  |
|                        |                        | Ferdinando II d'Aragona    | Giovanna Enríquez         |  |  |       |  |  |                          |  |  |                        |  |
| Giovanna "la Pazza"    |                        | Ferdinando II d'Aragona    |                           |  |  |       |  |  |                          |  |  |                        |  |
|                        |                        | Isabella di Trastamara     | Giovanni II di Trastamara |  |  |       |  |  |                          |  |  |                        |  |
|                        |                        | Isabella di Trastamara     | Giovanni II di Trastamara |  |  |       |  |  |                          |  |  |                        |  |
|                        |                        | Isabella di Trastamara     | Isabella del Portogallo   |  |  |       |  |  |                          |  |  |                        |  |
| Maria d'Austria        |                        | Isabella di Trastamara     |                           |  |  |       |  |  |                          |  |  |                        |  |
|                        | Casimiro IV di Polonia | Ladislao II di Polonia     |                           |  |  |       |  |  |                          |  |  |                        |  |
|                        | Casimiro IV di Polonia | Ladislao II di Polonia     |                           |  |  |       |  |  |                          |  |  |                        |  |
|                        | Casimiro IV di Polonia | Sofia Alšėniškė            |                           |  |  |       |  |  |                          |  |  |                        |  |
| Ladislao II di Boemia  | Casimiro IV di Polonia |                            |                           |  |  |       |  |  |                          |  |  |                        |  |
|                        |                        | Elisabetta d'Asburgo       | Alberto II d'Asburgo      |  |  |       |  |  |                          |  |  |                        |  |
|                        |                        | Elisabetta d'Asburgo       | Alberto II d'Asburgo      |  |  |       |  |  |                          |  |  |                        |  |
|                        |                        | Elisabetta d'Asburgo       | Elisabetta di Lussemburgo |  |  |       |  |  |                          |  |  |                        |  |
| Anna Jagellone         |                        | Elisabetta d'Asburgo       |                           |  |  |       |  |  |                          |  |  |                        |  |
|                        |                        | Gastone II di Foix-Candale | Giovanni di Foix-Candale  |  |  |       |  |  |                          |  |  |                        |  |
|                        |                        | Gastone II di Foix-Candale | Giovanni di Foix-Candale  |  |  |       |  |  |                          |  |  |                        |  |
|                        |                        | Gastone II di Foix-Candale | Margaret de la Pole       |  |  |       |  |  |                          |  |  |                        |  |
| Anna di Foix-Candale   |                        | Gastone II di Foix-Candale |                           |  |  |       |  |  |                          |  |  |                        |  |
|                        |                        | Caterina di Foix           | Gastone IV di Foix        |  |  |       |  |  |                          |  |  |                        |  |
|                        |                        | Caterina di Foix           | Gastone IV di Foix        |  |  |       |  |  |                          |  |  |                        |  |
|                        |                        | Caterina di Foix           | Eleonora di Navarra       |  |  |       |  |  |                          |  |  |                        |  |
|                        |                        | Caterina di Foix           |                           |  |  |       |  |  |                          |  |  |                        |  |